# Lucien François
Pour les articles homonymes, voir François.
Lucien François, né le 26 mars 1934  à Chênée, est un juriste belge.

## Biographie
Entré en 1951 à l'université de Liège, il est devenu docteur en droit (1956) et docteur en sciences sociales (1963). Par la suite, il effectue des séjours d'études et de recherches à l'étranger aux facultés de droit de Paris, de Hambourg et de Florence. 
Il enseigne à l'université de Liège (philosophie du droit, droit du travail, droit pénal) en qualité de chargé de cours associé (1967), de professeur ordinaire (1970), puis extraordinaire (1985-1999). Il a été membre temporaire de la Division des Normes internationales du travail du B.I.T. (Genève) (1964-1966).  
Il est chef de cabinet-adjoint du Ministre de la Justice Jean Gol (1982-1985), conseiller d'État (1985-1989), juge à la Cour constitutionnelle de Belgique (1989-2004), membre du Comité des droits sociaux du Conseil de l'Europe (2003-2008).  
Il écrit plusieurs ouvrages de droit du travail et de théorie du droit, dont le principal est Le Cap des Tempêtes. Essai de microscopie du droit (2e édition : Bruxelles, Bruylant, Paris, LGDJ, 2012). Il est également le traducteur en français, avec Pierre Gothot, de L'Ordinamento Giuridico de Santi Romano (L'Ordre juridique, 2e édition: Paris, Dalloz, 2002). 

### Livres
- « La distinction entre ouvriers et employés en droit allemand, belge, français et italien », Liège, Editions de la Faculté de droit de Liège et, La Haye, Martinus Nijhoff, 1963
- « Introduction au droit social », Liège, Editions de la Faculté de droit de Liège, 1974
- « Le problème de la définition du droit », Liège, Editions de la Faculté de droit de Liège, 1978
- « Théorie des relations collectives du travail en droit belge », Bruxelles, Bruylant, 1980.
- « Le cap des Tempêtes, Essai de microscopie du droit », Paris, LGDJ, Bruxelles, Bruylant, 2001 ; 2e éd., préface de Pierre Mayer, 2012
- « Le problème de l'existence de Dieu et autres sources de conflits de valeurs. », Bruxelles, Académie Royale de Belgique, Coll. L'Académie en poche, Bruxelles, 2017 ; préface de Hervé Hasquin, 2017.

### Principaux articles
- « La nature juridique du règlement d'atelier, Étude de droit allemand, belge et français », Annales de la Faculté de droit de Liège, 1961, p. 563 à 663 ;
- « Essai critique sur la notion d'accident du travail », Annales de la Faculté de droit de Liège, 1963, p. 229 à 254 ;
- « Transformation d'entreprise et cession annexe de personnel », Ann. Fac. dr. Liège, 1964, p. 413 à 441 ;
- « L'adage Nul ne peut se faire justice à soi-même, en général et sous l'angle particulier du droit du travail », Ann. Fac. dr. Liège, 1967, p. 93 à 133 ;
- « Les syndicats et la personnalité juridique », Revue critique de jurisprudence belge, 1968, p. 39 à 65 ;
- « Remarques sur quelques questions de droit pénal social, particulièrement sur l'imputabilité », Revue de droit pénal et de criminologie, 1969, p. 489 à 518 ;
- « La liberté du travail, en général et comme principe du droit belge », La liberté du travail, Les Congrès et colloques de l'Université de Liège, vol. 53,1969, p. 115 158 ;
- « L'accident du travail ou les vicissitudes d'une définition juridique », Journal des tribunaux du travail, 1972, p. 193 et suiv. ;
- « Faut-il supprimer les examens universitaires, les perfectionner ou seulement les ritualiser ? », Revue universitaire de Liège, 1974-1975, 35 p. ;
- « L'égalité en droit social », Trav. du Centre de philosophie du droit de l'Université Libre de Bruxelles, vol. 5 L'égalité, p. 131 et suiv. ;
- « Un système d'élections, pour régler sans arbitraire la participation des syndicats au pouvoir », A l'enseigne du droit social belge, 3e éd. augmentée, éd. Revue Université Bruxelles, 1982, p. 383 et suiv. ;
- « Implications du delinquere sed non puniri potest, Mélanges Robert Legros, éd. Univ. Libre de Bruxelles, p. 189 et suiv. ;
- « La révolution selon le droit », Le droit sans la Justice, actes d'une rencontre autour du Cap des Tempêtes publiés sous la direction de E. Delruelle et G. Brausch, Bruylant et LGDJ, 2004, p. III et suiv. ;
- « Le recours à une philosophie du droit dans la motivation de décisions juridictionnelles », Journal des Tribunaux, Bruxelles, 2005, p. 262 et suiv.

## Le cap des Tempêtes, Essai de microscopie du droit

### Résumé
De quoi sont faits un État et un droit étatique ? Quelle place occupent-ils par rapport à la société où ils sont institués ? Pour le comprendre, il est utile de mettre au jour une parenté plus ou moins voilée par le discours officiel. A cette fin, l'auteur s'attache à dégager un élément commun : le jurème, matériau de base, particule élémentaire, dont il analyse minutieusement les diverses positions, transformations et combinaisons. L'originalité de l'ouvrage est dans cette manière analytique d'aborder des questions que la philosophie et la sociologie du droit traitent le plus souvent en partant d'une vision d'ensemble de réalités complexes.
La méthode suivie se caractérise aussi par la souci constant d'isoler et de mettre en évidence ce qui, dans l'expression du droit, tend presque inévitablement à son apologie, par le refus du préjugé selon lequel la notion de droit s'opposerait irréductiblement à la notion de fait et par une distinction radicale de l'être et du devoir-être, de la règle en vigueur et de la règle juste.

### Analyse
Si le dernier ouvrage de Lucien François, portant pour titre principal Le cap des Tempêtes (par allusion à un propos de Norberto Bobbio rapporté ci-après), semble à première vue d'un abord difficile pour le praticien pressé, il le doit beaucoup moins à son style, certes concis mais exempt d'obscurité, qu'au caractère insolite du projet et de la méthode annoncés par le sous-titre : Essai de microscopie du droit. C'est qu'il s'attaque à une difficulté redoutable, récurrente dans l'histoire de la philosophie du droit parce que l'esprit critique n'a jamais pu se satisfaire des arguments trop courts avancés pour la vaincre, moins encore des détours discrètement faits pour l'escamoter. Cette difficulté, aisément surmontable à première vue seulement, est celle de déterminer ce qui distingue la norme juridique du commandement émis par des brigands, en quoi l'exigence émise par un législateur diffère fondamentalement de l'injonction du type « La bourse ou la vie ! » émanant de bandits ou d'une organisation révolutionnaire en quête de moyens d'existence.
Un moyen simpliste d'éluder ce problème faussement simple est de décider que le droit, par nature, ne saurait s'écarter de la justice. Mais pour les penseurs qui reconnaissent que les règles en vigueur ne sont malheureusement pas justes partout et toujours, et qui renoncent par conséquent à définir le droit – celui qui est et non celui qui devrait être – comme visant nécessairement un objectif respectable tel que la justice, le problème, « véritable cap des Tempêtes » (Norberto Bobbio), résiste à tous les efforts tentés pour le résoudre ou pour l'étouffer. 
L'auteur a jugé éclairant de reconsidérer cette difficulté en la plaçant, non plus à la périphérie, mais au centre de la théorie du droit, ce qui implique d'analyser en profondeur les traits essentiels du droit en général sous un angle nouveau. Cette analyse requiert en effet, selon lui, une méthode « microscopique », procédant du plus simple au plus complexe en prenant pour point de départ le plus petit élément spécifique du droit, une sorte de particule, qu'il décrit minutieusement d'abord pour montrer ensuite qu'elle entre, par une série de transformations et de combinaisons, dans la composition de tout phénomène juridique. Cette méthode est un exemple de la maxime, dite « rasoir d'Ockham » - entia non sunt multiplicanda praeter necessitatem : ne multiplions pas les entités au-delà du nécessaire - qui, selon Bertrand Russell, inspire toute manière scientifique de philosopher. Autrement dit, de quelque sujet que vous traitiez, isolez les entités qui en font indubitablement partie, et établissez tout dans les termes de ces entités.
Présenté par l'organisateur d'un colloque universitaire consacré à cet ouvrage comme un « perceur de masque qui dissout les fictions, démonte les artifices, afin d'atteindre le sous-sol des rapports de force véritables » (Édouard Delruelle), l'auteur a longuement médité, dans les dernières années d'une longue carrière de juriste, un travail que la critique juge « profondément original » (F. Glansdorff), « d'une rare lucidité » (D. Piérard), tendant à « nous fournir une grille d'analyse universelle des comportements d'autorité » (P. Martens) ; texte « astringent », « d'une implacable rigueur » (J.-M. Belorgey), « réflexion ample et exigeante, qui renoue avec l'ambition de formuler une approche explicative globale du phénomène juridique » dans une théorie du droit souvent trop accueillante aux fast thinkers (Nicolas Thirion), « exercice de démystification du droit par le droit », important « pour tout débat sur le droit et la justice, pour toute future appréciation de la norme et de sa légitimité » et utile « tant pour les professeurs de droit que pour les sociologues, anthropologues et historiens du droit, car c'est un instrument d'analyse rigoureux qui tout en posant des questions pertinentes, y répond de façon systématique » (S. Cacciaguidi-Fahy) ; « Le langage du droit n'était pas universel, celui du champ juridique redéfini le devient. Voici les sciences juridiques gratifiées d'un appareil conceptuel apte à l'analyse de toute société humaine » (R. Jacob) ; « une œuvre d'une très grande qualité littéraire, où l'élégance du style, la rigueur de la pensée et un humour d'autant plus délectable qu'il ne se donne jamais pour tel se combinent heureusement », écrite avec « un redoutable pouvoir de persuasion » (P. Mayer) ; « l'on sait gré à Lucien François de traverser les apparences » et son propos « enchante par la liberté d'imagination et de ton dont il fait preuve » (P. Brunet).
L'idée de départ est que l'État et le droit étatique font partie des choses importantes dont nous parlons familièrement sans savoir avec précision de quoi elles sont faites. Il n'est peut-être pas indispensable de connaître plus précisément la nature de ces entités quand on ne se soucie que des besoins courants ; mais au-delà de ceux-ci, la nécessité d'un approfondissement devient évidente : la science du droit souffre d'une persistante indétermination de son objet. Non seulement la notion même de droit connaît des flottements qui introduisent la confusion dans les débats mais l'incertitude qui l'affecte se retrouve dans la notion de règle, ou de norme, juridique. Afin d'y remédier en y regardant de plus près – en agrandissant l'image -, l'auteur s'astreint à forger des concepts nouveaux, en termes suffisamment abstraits et précis tout à la fois pour décrire la composition et la structure du droit d'États différents et d'époques différentes, ainsi que la parenté qui existe entre le droit étatique et des organisations non étatiques. Parenté plus ou moins voilée par le discours officiel et par la terminologie juridique en usage, qui participe de ce discours. L'auteur va jusqu'à s'imposer une véritable ascèse en s'interdisant tout emploi du mot droit (ainsi que des termes qui en dépendent comme les expressions norme juridique, ordre juridique ou règle de droit), dont il s'attache à démontrer le caractère incurablement flou sous une fausse apparence de netteté.
Le même souci de forger un langage scientifique rigoureux (comme a fait la linguistique après bien d'autres sciences) imposait, selon l'auteur, d'épurer le vocabulaire juridique des nombreux termes qui le polluent parce qu'ils sont non seulement imprécis, mais ambigus sous le rapport de la distinction des jugements de réalité et des jugements de valeur. Autant ces derniers jugements lui paraissent indispensables pour décider ou pour juger une décision, autant il les estime inutiles et même encombrants lorsqu'il s'agit de connaître les faits et de comprendre le cours des choses. Ce n'est donc pas leur manquer d'égard que de leur interdire toute interférence susceptible de fausser les constats de fait, d'infléchir les déductions logiques ou de susciter des illusions, en un mot d'introduire le wishful thinking qui, subrepticement, dévie assez souvent les raisonnements juridiques. Aussi l'ouvrage évite-t-il des termes consacrés mais qui, sous ce rapport, sont ambigus (tels légitimité, normal, naturel, devoir ou obligation).
Il s'imposait dès lors d'élaborer et, afin d'éviter toute ambiguïté, de nommer à l'aide de néologismes un ensemble de concepts plus précis que ceux familiers aux juristes. Le même souci de précision qui commandait d'agrandir l'image a naturellement conduit à remplacer un ensemble de termes traditionnels par un ensemble plus grand de termes nouveaux. Ces termes, introduits un à un dans le cours de l'ouvrage au gré des besoins, voient leur définition rappelée dans un glossaire situé à la fin. Le principal de ces néologismes désigne la particule élémentaire fondamentale mentionnée plus haut : ce plus petit composant typique de n'importe quel ensemble juridique est appelé, non plus norme juridique, mais jurème. Terme formé sur le modèle de phonème, créé par des linguistes pour désigner le plus petit des éléments dont tout langage est formé. On sait que l'expression norme juridique revient sans cesse dans le discours des juristes sans que sa définition paraisse nécessaire, comme si elle désignait de manière univoque un objet clairement délimité. Mais la notion courante de norme juridique n'est qu'un fourre-tout désignant (confondant parfois) des choses différentes que la notion rigoureusement précisée de « jurème » oblige au contraire à distinguer, à savoir : des énoncés extraits d'un texte de loi, des énoncés recomposés par des juristes à partir d'une combinaison de plusieurs textes ou d'un ou plusieurs jugements des cours; des messages préparatoires ou des injonctions finales ; des exigences tantôt permanentes, tantôt temporaires, le plus souvent générales, parfois particulières. 
Pour le lecteur qui n'est pas juriste, ce « nettoyage radical de la situation verbale » rend l'ouvrage plus clair que le langage ordinaire des livres de droit. Il demande, en revanche, un effort particulier de réflexion au juriste, qui éprouve naturellement le besoin de se situer par rapport aux repères auxquels sa formation l'a habitué. Cet effort, l'auteur le juge d'autant plus salutaire que, par sa pratique de divers aspects du langage juridique (en qualité de professeur, d'avocat, de rédacteur de projets de loi, de juge siégeant dans de hautes cours), il s'est progressivement persuadé que ce langage technique perfectionné se ressentait d'être élaboré en vue d'une action plutôt qu'au service d'une science. Autrement dit, un tel langage, même s'il s'orne volontiers d'une impressionnante érudition, ne forme pas un instrument suffisamment fin et univoque pour analyser scientifiquement les mécanismes selon lesquels opèrent tous les ordres juridiques étatiques et des phénomènes similaires tels que le droit international, la lex mercatoria, la loi du milieu, les règles internes à d'innombrables organisations, les gentlemen's agreements etc. 
Autre raison d'épurer la terminologie : le droit n'offre pas le même aspect (il n'est d'ailleurs pas toujours vu sous le même angle)  au niveau de son contact avec les individus qu'il protège ou qu'il contraint, que dans les hautes sphères où s'élaborent ses normes et se dessinent ses  traits généraux. Or l'auteur remarque que les termes en lesquels les juristes formulent leurs exposés, leurs analyses et leurs raisonnements restent le plus souvent ceux des règles de droit elles-mêmes, termes qui reflètent naturellement l'état d'esprit de ceux qui font les règles plutôt que de ceux qui y sont soumis. Dans cette mesure, le mode d'expression des juristes épouse le point de vue du pouvoir qui édicte ces règles et préside à leur vaste ordonnancement suspendu au-dessus des conduites humaines, mais il rend beaucoup moins bien compte de la manière dont les normes sont effectivement ressenties par leurs destinataires aux moments où elles entrent en contact avec ceux-ci. L'auteur compare constamment ces deux points de vue dont chacun privilégie un aspect de la réalité du droit : les points de vue, en somme, de ceux qui exigent et de ceux dont on exige. En prenant une égale distance envers l'un et l'autre, il met en évidence, à chaque étape de sa progression, les divers procédés qui concourent à former ce qu'il appelle le nimbe. Celui-ci est l'image que le pouvoir donne de lui-même et de ses volontés, dans un souci de persuasion, par ses choix d'expression et parfois même par des artifices de présentation. Le propos n'est pas de dénoncer ces procédés comme nécessairement mal intentionnés mais, là où ils sont à l'œuvre, de les voir pour penser indépendamment de leur influence.
A côté des perfectionnements qu'elle veut apporter au langage scientifique, un autre aspect intéressant de la méthode suivie pour Le cap des Tempêtes est la manière dont l'ouvrage progresse du simple au complexe. Au commencement, le lecteur a la surprise de ne trouver qu'une injonction formulée au cours d'une brève rencontre, menace à l'appui, situation bien élémentaire apparemment mais qui, vue à la loupe, appelle déjà beaucoup plus d'observations qu'un coup d'œil superficiel n'en laisse entrevoir ; ce n'est qu'à la fin qu'apparaîtront les institutions et mécanismes de l'État moderne et de la coexistence internationale ; entre ces extrêmes, les différents aspects de la complexité apparaissent de chapitre en chapitre, chacun de ceux-ci en abordant un degré supplémentaire et analysant les mécanismes et les perfectionnements qui sont liés à son apparition : chaque niveau de complexité en nécessite de différents. Ces mécanismes sont plus clairement identifiables lorsqu'ils apparaissent ainsi un à un que lorsqu'on en embrasse immédiatement l'ensemble, enchevêtré dans les macrocosmes que forment l'État comme les institutions internationales. Aussi l'auteur est-il persuadé que le théoricien du droit passe à côté de bien des choses s'il commence son examen de l‘État et du droit international, comme font tant de traités, par une vision synthétique prématurée de ces édifices gigantesques et complexes car une telle figure peut induire en erreur, en suggérant des préventions qui feront voir au travers d'idées générales préconçues la fonction de chaque élément particulier. 
Cette présentation par étapes n'obéit cependant pas seulement au souci didactique de démêler pour mettre en évidence. Elle revêt en outre une portée philosophique en ce qu'elle tend à montrer que certaines idées en honneur relatives aux rapports du droit et du fait ne résistent pas à un examen microscopique. On sait que certains ordres juridiques opposent le droit et le fait, par exemple en distinguant des « pouvoirs de droit » et des « pouvoirs de fait » pour signifier qu'ils n'auront pas les mêmes égards pour les seconds que pour les premiers. La pratique de tels procédés d'expression du droit peut donner le sentiment que celui-ci plane dans un autre monde, que les uns disent être celui « des valeurs », d'autres préférant parler d'un monde du devoir être (Sollen) plutôt que de l'être (Sein) ; qu'en un mot, le droit serait ailleurs que dans le monde des faits. Mais les procédés que des ordres juridiques déterminés choisissent pour s'exprimer renseignent sur ce qu'ils veulent, non sur leur nature ni sur celle de ce dont ils parlent. Dans Le cap des Tempêtes, c'est d'un pur fait qu'émergent, chapitre après chapitre, les constructions de plus en plus compliquées qui composent un ordre juridique. Cet être de fait n'est autre que la particule élémentaire longuement décrite et analysée au départ de la progression menée dans l'ouvrage. En effet, ce « jurème » se définit comme « toute apparence, produite par un humain, du vœu d'obtenir une conduite humaine, apparence de vœu munie d'un dispositif tel que la résistance d'un des destinataires déclenche une pression en sens contraire par menace de sanction ». 
Les agencements que ce fait social et psychique  subit aux différents niveaux de complexité dont l'ouvrage démonte la superposition produisent un ensemble dont la substance ne diffère pas de celle de l'élément de base. Après ces transformations, la matière de l'ordre juridique reste le jurème, aussi bien que les pierres ingénieusement taillées et assemblées pour construire une cathédrale sont toujours de la même matière que la pierre brute dont elles sont faites. Il se peut donc qu'une différence de complexité ait produit l'illusion d'une différence de nature, avec l‘aide de certains procédés d‘expression. Seule l'analyse microscopique, en déjouant ces procédés, permet d'accorder l'extrême diversité des structures et des formes en lesquelles le phénomène juridique se manifeste avec une similitude foncière de composition. 
L'ouvrage est divisé en trois parties dont la deuxième est de très loin la principale. Elle est précédée de « Prolégomènes », sept courts chapitres où l'auteur démontre l'inadéquation de concepts usuels de la théorie dite « du droit » et conclut à l'utilité de faire l'économie de ce dernier terme. Il reviendra dans la troisième partie (Epilogue) aux considérations de méthode en s'aidant d'un regard rétrospectif sur le chemin parcouru.  
Le corps de l'ouvrage est un « Exercice sur le jurème », formant la deuxième partie. Son titre principal est une formule synthétisant le mouvement essentiel du droit : « De gré ou de force ». Dans son premier chapitre (chapitre 8 de l'ouvrage), l'auteur construit le concept de jurème, dont les éléments seront sans cesse repris dans les chapitres suivants pour en montrer les manifestations, les transformations et les combinaisons. Ils apparaissent sous la forme la plus simple dans le chapitre 9, consacré aux « occurrences minimales du jurème » : de « brèves rencontres à deux » où se dessinent déjà les traits essentiels d'un phénomène qui jouera un rôle central dans tout l'ouvrage, le « système de notification ». Une première élévation du niveau de complexité est examinée dans le chapitre suivant (chap. 10) où le jurème s'observe dans les relations durables. Cette introduction de la durée complexifie extrêmement le système de notification . De plus, elle fait voir qu'il existe des familles de jurèmes et d'éléments constitutifs de jurèmes, appelées archèmes, protagonistes essentiels du Cap des Tempêtes. Le niveau de complexité suivant surgit avec l'entrée en scène d'une pluralité de sujets ou destinataires (chap. 11). Nouveaux développements du système de notification (chaque chapitre aura les siens). Puis vient avec le chapitre 12 l'extension du jurème par l'habilitation. Le niveau qui requerra les plus longs développements est atteint lorsque coopèrent (chap. 13) plusieurs pouvoirs non délégués, sous une grande variété de formes qui va de la file d'attente à l'organisation hiérarchisée. Il ne manque plus qu'un élément pour faire apparaître un embryon d'ordre étatique : c'est le « jurème de suprématie » de l' « agrégat dominateur » (chap. 14). Enfin, dans le chapitre 15, intitulé  « Quid sunt regna ? » (allusion à un passage célèbre de saint Augustin), apparaissent l'État développé et la coexistence internationale.
Chemin faisant, la démarche microscopique permet d'apercevoir sous un jour nouveau de nombreuses institutions ou constructions juridiques : nature juridique des choses, personnalité juridique, personnalité morale, nullité, délégation, territoire, interprétation, postulat de rationalité du législateur, libertés, révolutions, coups d'État, rôle du juge, etc . Une des plus difficiles est celle de savoir s'il existe des impératifs sans imperator.
Tout cela resterait bien abstrait et risquerait même de sembler irréel sans la précaution, à première vue un peu surprenante, que l'auteur prend de placer en tête de chacun des sept chapitres où sont abordés les différents niveaux de complexité, et qui sont autant de variations sur le jurème, une ou plusieurs « anecdotes ». Celles-ci mettent brièvement en scène des situations de fait imaginaires, mais appartenant à des types que le lecteur reconnaît aussitôt. Ces petits récits sont systématiquement exploités dans les développements qui les suivent, où il est fréquemment renvoyé aux exemples vivants qu'ils fournissent. Ils permettent ainsi constamment d'illustrer l'abstrait par le concret et de garder le sentiment d'un contact étroit entre la réalité et la théorie.   

## Distinctions
- Belgique: Grand-Croix de l'Ordre de Léopold II.
- Belgique: Grand officier de l'Ordre de la Couronne.
- Belgique: Commandeur de l'Ordre de Léopold.